# Laccophilus chinensis
Laccophilus chinensis es una especie de escarabajo del género Laccophilus, familia Dytiscidae. Fue descrita científicamente por Boheman en 1858.
Esta especie se encuentra en Asia del Sur.